# مصطفی معینی آرانی
مصطفی معینی آرانی (زادهٔ ۱۳۴۳) نماینده حوزه انتخابیه کاشان و آران و بیدگل در مجلس شورای اسلامی است. وی موفق شد در دوازدهمین انتخابات مجلس شورای اسلامی که در تاریخ ۱۱ اسفند ۱۴۰۲ برگزار شد، با کسب ۳۶ هزار و ۷۳۴ رأی، از حوزه انتخابیه کاشان و آران و بیدگل انتخاب و به مجلس راه یابد.
وی مدرک دکتری علوم سیاسی از دانشگاه امام صادق دارد و قبلا در سمت‌های دبیر کمیسیون اصل ۹۰ مجلس شورای اسلامی و مدیرکل حوزه معاون نظارت رئیس مجلس شورای اسلامی فعالیت کرده‌است.